# Журовский, Фёдор
Фёдор Журовский (?- после 1741?) — русский писатель и драматург XVIII века.

## Биография
Биографических данных о Ф. Журовском сохранилось мало. Учился, по-видимому, сначала в московской Славяно-греко-латинской академии, а примерно в 1721 году перешёл «учеником хирургической науки» в Московскую госпитальную школу (школу при госпитале доктора Н. Л. Бидлоо). Из материалов, собранных М. И. Соколовым, видно, что в госпитальной школе Ф. Журовский выделялся среди прочих учеников, его имя упоминается в ряде документов на первом месте, большая часть бумаг, написанных в госпитале в 1720-е годы и хранящихся в архиве Синода, написана, по наблюдению исследователя, почерком Журовского; это делает правдоподобной мысль о том, что Ф. Журовский был одно время госпитальным писцом.
В одном из печатных документов 1734 года указано, что Фёдор Журовский жил «при доме царевны Марии Алексеевны». Когда и в качестве кого жил он там, не сказано.
В 1724 г. для существовавшего при школе театра Ф. Журовский по поводу коронации супруги Петра I, будущей Екатерины I написал пьесу «Слава российская», которая была представлена публике в школьном театре 18 мая 1724 г. в присутствии Петра I и императрицы Екатерины I.
Действующими лицами в пьесе являются страны: Турция, Персия, Полония (Польша), Швеция и Россия, а также бог войны Марс и богиня мудрости и плодородия Паллада. Названия стран в пьесе даны как на русском языке, так и на латинском.
В первом акте рассказывается о борьбе России с многочисленными врагами, а во втором прославляется Екатерина Первая, продолжившая дела прославленного мужа и нацелившаяся на закрепление мира. Далее автор ратует за мирное объединение всех держав вокруг России.
Драма Ф. Журовского «Слава российская» впервые была напечатана по публикации М. С. Соколова в журнале «Чтение в обществе истории и древностей российских» при Московском университете, кн.2, 1870 год.
В 1725 г. Фёдор Журовский написал пьесу «Слава печальная российскому народу», которая была посвящена смерти императора Петра I, и поставлена на сцене 26 декабря того же года. В пьесе даётся общая оценка деятельности царя-преобразователя, говорится о победах на суше и на море, об основании Петербурга и Кронштадта, прославляются его заботы о просвещении страны.
В 1727 г. Фёдор Журовский после экзамена был произведен в лекари (в списке окончивших его имя на первом месте) и отправлен по распоряжению Синода в Рязанско-Муромскую епархию к епископу Гавриилу (Бужинскому). Впоследствии принял монашество и был пострижен в сан иеромонаха.
На этом сведения о Фёдоре Журовском обрываются, но в 1732 г. должность ректора Славяно-греко-латинской академии исполнял иеромонах Феофилакт Журовский. Так как при пострижении в монахи человек получал другое имя, то весьма правдоподобно предположение, что иеромонах Феофилакт — это же лицо, что и Фёдор Журовский.
В 1737 году Феофилакт Журовский, будучи уже иеромонахом, просил Синод «отпустить его в Киево-Печерский монастырь на прежнем его обещании» . Как известно, выражение «прежнее обещание» означало, что, будучи отправлен из своего монастыря в какой-либо другой, монах покидал свою обитель при условии возвращения в неё через определённое или неопределённое время. Впрочем, слова «на прежнем его обещании» могут означать не то, что он был постриженным монахом Киево-Печерской лавры, а что он был студентом не московской, а Киево-Могилянской академии, находившейся при лавре.
Умер Феофилакт Журовский после 1741 г.

## О постановках
Московская хирургическая школа имела свой театр, где ставились пьесы, написанные как преподавателями, так и учениками. Сохранились две так называемые школьные драмы, написанные бывшим воспитанником Славяно-греко-латинской академии Фёдором Журовским.
Пьесы написаны в стиле исторической драмы в соответствии с традициями, шедшими в то время от Феофана (Прокоповича), сподвижника Петра I, сторонника философских систем Декарта и Бекона, основателя русского классицизма.
Мемуарист Я. Штелин так изображает госпитальную сценическую площадку: «лекарские ученики игрывали в госпитальных палатах, перегородя их ширмами». Декорации здесь были просты и не менялись в течение всего спектакля; бутафория ограничивалась самыми необходимыми по ходу действия предметами (в пьесе «Слава печальная» упоминается лишь гроб на сцене и «хартия», на которой чем-то пишет Слава: «Напишу на хартии смерть его пречестну» — «и тако нача писати», подтверждает ремарка; в «Славе Российской»— требовались корона, цветы, ключи, щит). Аллегорические фигуры имели необходимые символы: «Виктория» «на львах грядет, путь цветами красится» (согласно пиитикам — «Слава Российская»), «Смерти» появляются «сигнал свой носяще» — видимо косы («Слава печальная»).